# Pyrrocoma lanceolata
Pyrrocoma lanceolata là một loài thực vật có hoa trong họ Cúc. Loài này được (Hook.) Greene miêu tả khoa học đầu tiên năm 1894.